# Tannine

Corilagin (ein Vertreter der Ellagitannine)

Die Tannine (von französisch tanin Gerbstoff) sind pflanzliche Gerbstoffe, die in einigen bedecktsamigen Stauden, Sträuchern und Baumblättern und anderen Pflanzenteilen besonders der Tropen und Subtropen weit verbreitet sind und von pflanzenfressenden Säugetieren aufgenommen werden. Diese Verbindungen haben eine molare Masse von 500–3000 g/mol. Als Monomer tritt häufig die Gallussäure (Gerbsäure, Acidum tannicum) auf.
Tannine gehören zu den so genannten quantitativen pflanzlichen Sekundärstoffen. Sie haben im Gegensatz zu qualitativen Wirkstoffen (Alkaloiden) ein weiteres Abwehrspektrum gegen Pflanzenfresser (Herbivore), da sie wahrscheinlich hauptsächlich die Verdauung beeinflussen, indem sie Proteine deaktivieren.

## Zusammensetzung und Eigenschaften

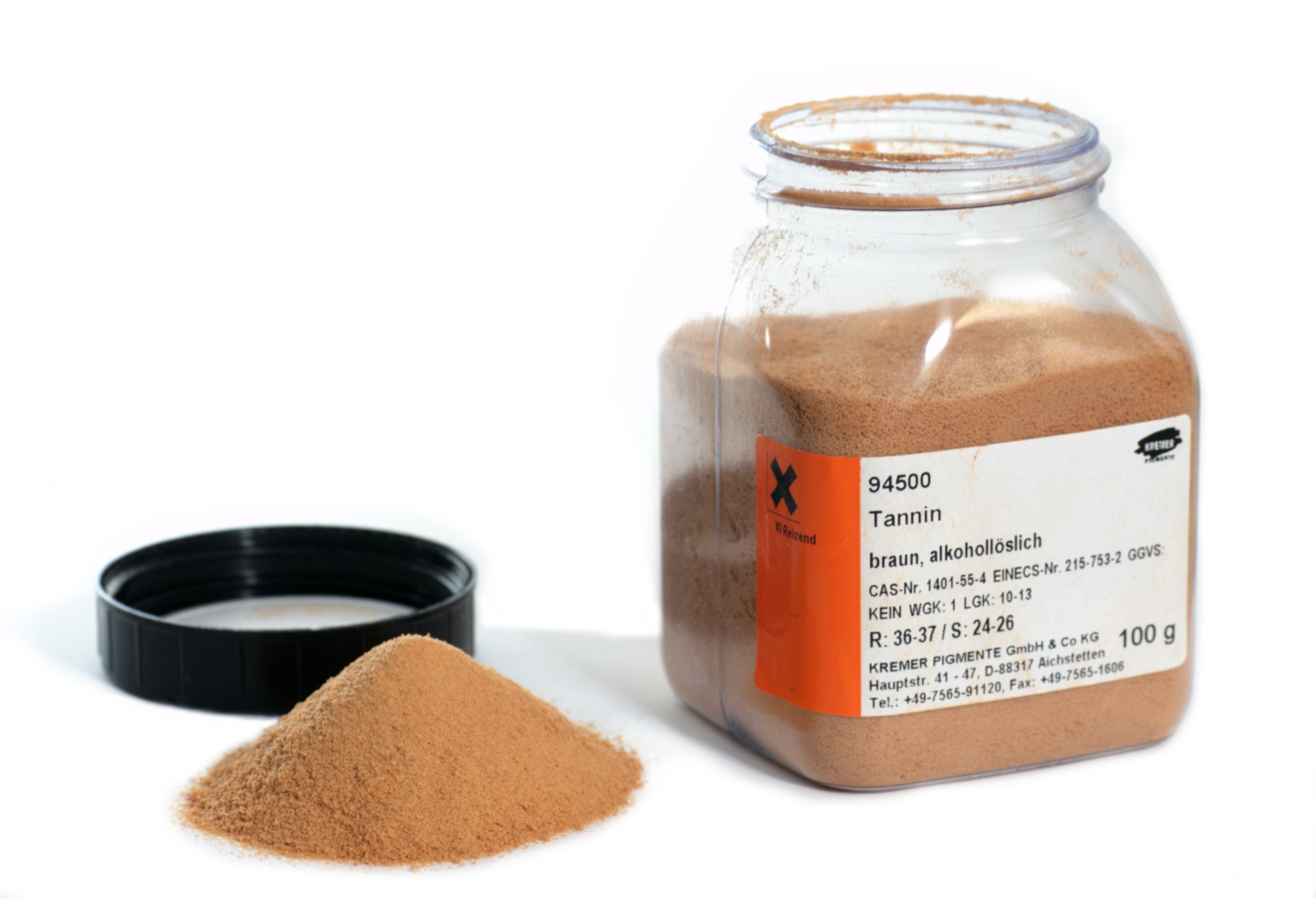
Tanninpulver

Chemisch gesehen handelt es sich um Polyhydroxyphenole. Sie sind in Wasser, Ethanol und Aceton löslich und enthalten ausreichend ortho-ständige phenolische Hydroxygruppen, um Quervernetzungen zwischen Makromolekülen wie Proteinen, Cellulose und Pektin ausbilden zu können. Solche Vernetzungen können die Aktivität von Pflanzenenzymen und -organellen hemmen und sorgen in der Lederherstellung für Haltbarkeit und Schutz vor Mikroorganismen (Gerben).
Die pflanzlichen Tannine variieren deutlich in ihrer chemischen Struktur und biologischen Aktivität. Tannine mit starken Absorptionseigenschaften sind im Allgemeinen in den Vakuolen zu finden, separiert vom Protoplasma der Pflanzen. Die physiologische Aktivität resultiert aus der selektiven Bindefähigkeit der Tannine zu Proteinen, besonders zu großen und prolinreichen Molekülen mit offener Konformation.
Tannine werden aufgrund ihrer chemischen Eigenschaften in zwei Gruppen aufgeteilt
1. hydrolysierbare Tannine (Gallotannine und Ellagitannine) und
2. kondensierte Tannine (Catechin-Gerbstoffe); auch bekannt als kondensierte Proanthocyanidine[1]

Erstere können zu Glucose, anderen mehrwertigen Alkoholen, Gallussäure oder Ellagsäure hydrolysiert werden. Als Beispiel für ein hydrolysierbares Tannin steht das Corilagin. Kondensiertes Tannin besteht aus miteinander polymerisierten flavonoiden Phenolen wie Catechinen, Epicatechin, Anthocyanen usw. Sie sind entsprechend Polymere, deren monomere Einheiten aus phenolischen Flavanen bestehen, meist Catechin (Flavan-3-ol).
Tannine können eine Vielzahl von Viren inaktivieren.

## Vorkommen

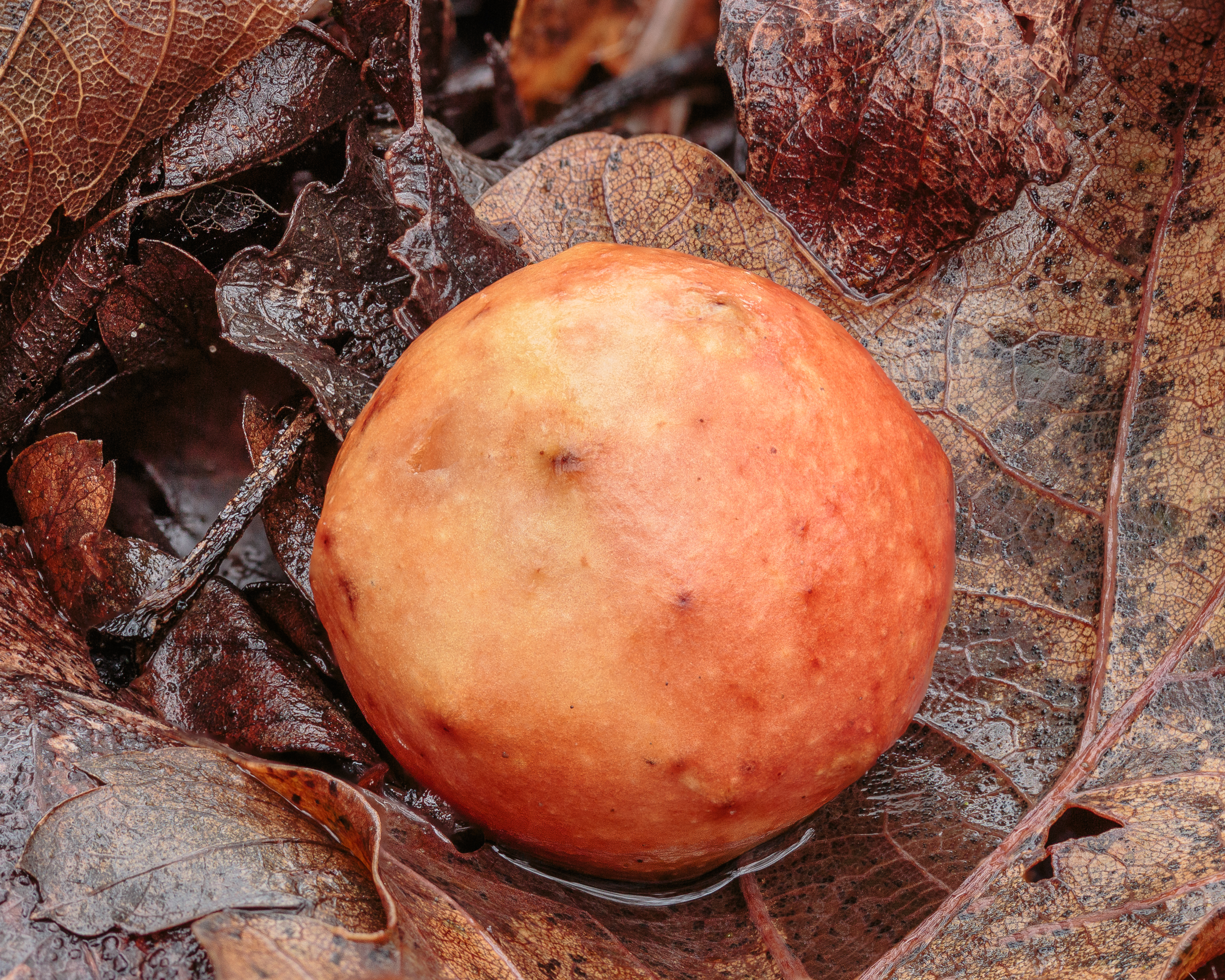
Gallapfel an einer Eiche

Tannine gehören zu den Anti-Nährstoffen, mit denen sich verschiedene nährstoffreiche Pflanzen, die auch in der menschlichen Ernährung verwendet werden (Leguminosen wie Limabohnen), vor Fressfeinden schützen. Siehe auch: Pflanzliche Abwehr von Herbivoren
Man findet sie im Holz und der Rinde von Eichen, Birken und Kastanien, in der Fruchthülle der Walnuss, in den Hülsen des Divi-Divi-Baums (Caesalpinia coriaria), in Sumachgewächsen, in der Frucht des Kaki-Baums und des Speierlings, Kirschpflaumen, Trillo, Valonea, Blutwurz, in Weintrauben, Quitten sowie in Pflanzengallen. Diese Stoffe werden außerdem von Akazien wie dem Gummiarabikumbaum produziert, um potenzielle Fressfeinde abzuschrecken. Monomere Gruppen der Tannine sind auch im Hopfen sowie in schwarzem und grünem Tee enthalten, im Tee zum Beispiel das Catechin. Der Tanningehalt in Lebensmitteln wird meistens in Milligramm pro 100 Gramm angegeben.

## Tannine in Lebensmitteln

### Wein

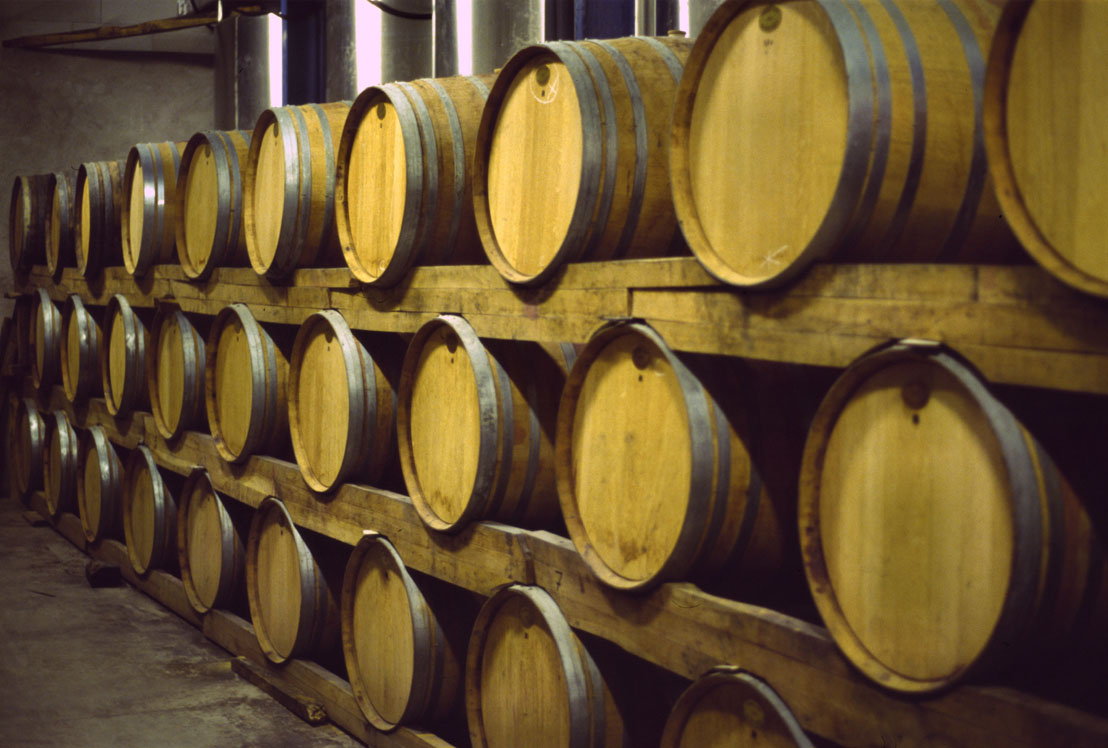
Barriquelager in einer französischen Weinkellerei

Der Gehalt an Tanninen und ihre Struktur sind ein ausschlaggebender Faktor für die Qualität eines Weines. Teils wird irrtümlich angenommen, dass Rotweine abhängig vom Tanningehalt länger oder weniger lang haltbar seien. Tannin verhindert zwar die Oxidation des Weines, was heutzutage aber auch durch Zugabe von Kaliumdisulfit (Kaliumpyrosulfit) erreicht werden kann. Tannin verleiht dem Wein eine charakteristisch raue Note von Trockenheit, die sogenannte Adstringenz.
Es wird auch aus Eichenfässern auf Wein übertragen (Barrique), wenn diese nicht weingrün gemacht wurden. Jedoch fördert die Sauerstoffzufuhr auch die Polymerisation mit Anthocyanen, so dass der Tanningehalt des Weines nach dem Barrique-Ausbau meist geringer ist als vorher. Der Tanningehalt eines Weines entscheidet weniger über die Lagerfähigkeit als vielmehr über dessen Lagerbedürftigkeit: Im Laufe der Flaschenreife polymerisieren die Tannine mit Anthocyanen zu nicht adstringierend wirkenden, langkettigen Molekülen. Die Adstringenz des Weines geht dabei stetig zurück, wodurch sich der Wein angenehmer trinken lässt (siehe Trinkreife). Voraussetzung dafür ist das Vorhandensein einer ausreichenden Konzentration von Anthocyanen (Farbstoffen).
Die Önologie kennt heute über 30 verschiedene Tannine. Manche sind für die Qualität des Weines von Bedeutung, andere werden als ungünstig eingestuft. Grundsätzlich spielen Tannine bei Rotweinen eine größere Rolle als bei Weißweinen, da mit den Farbstoffen immer auch Gerbstoffe aus den Beerenhäuten extrahiert werden. Späte Weinlese und hohe physiologische Reife sorgen für reifere und als weich empfundene Tannine. Unreife Gerbstoffe hingegen schmecken grün, aggressiv und pelzig.

### Tee
Schwarzer und mehr noch grüner Tee enthalten ebenfalls Tannine, was deren herben Geschmack erklärt. Die Tannine werden erst nach einer gewissen Ziehzeit (mehr als zwei Minuten) freigesetzt.

### Kaffee
Auch Kaffee enthält Tannine. Der Tanningehalt von gerösteten Kaffeebohnen liegt deutlich höher als der Tanningehalt von ungerösteten Kaffeebohnen.

### Beeren
Auch viele Beeren enthalten Tannine. Vor allem Heidelbeeren, Himbeeren und Brombeeren enthalten Tannine. Der Tanningehalt von Heidelbeeren liegt bei 160 mg pro 100 g, der von Himbeeren bei 120 mg pro 100 g und der von Brombeeren bei 78 mg pro 100 g. Diese Beeren enthalten auch viele andere Antioxidantien.

### Gesundheitliche Auswirkungen
- blähende und stopfende Wirkung
- Behinderung der Resorption bestimmter Arzneistoffe (wie Digitalis) durch die Darmschleimhaut
- Behinderung der Resorption von Eisen
- Behinderung der Resorption von Calcium

## Verwendung

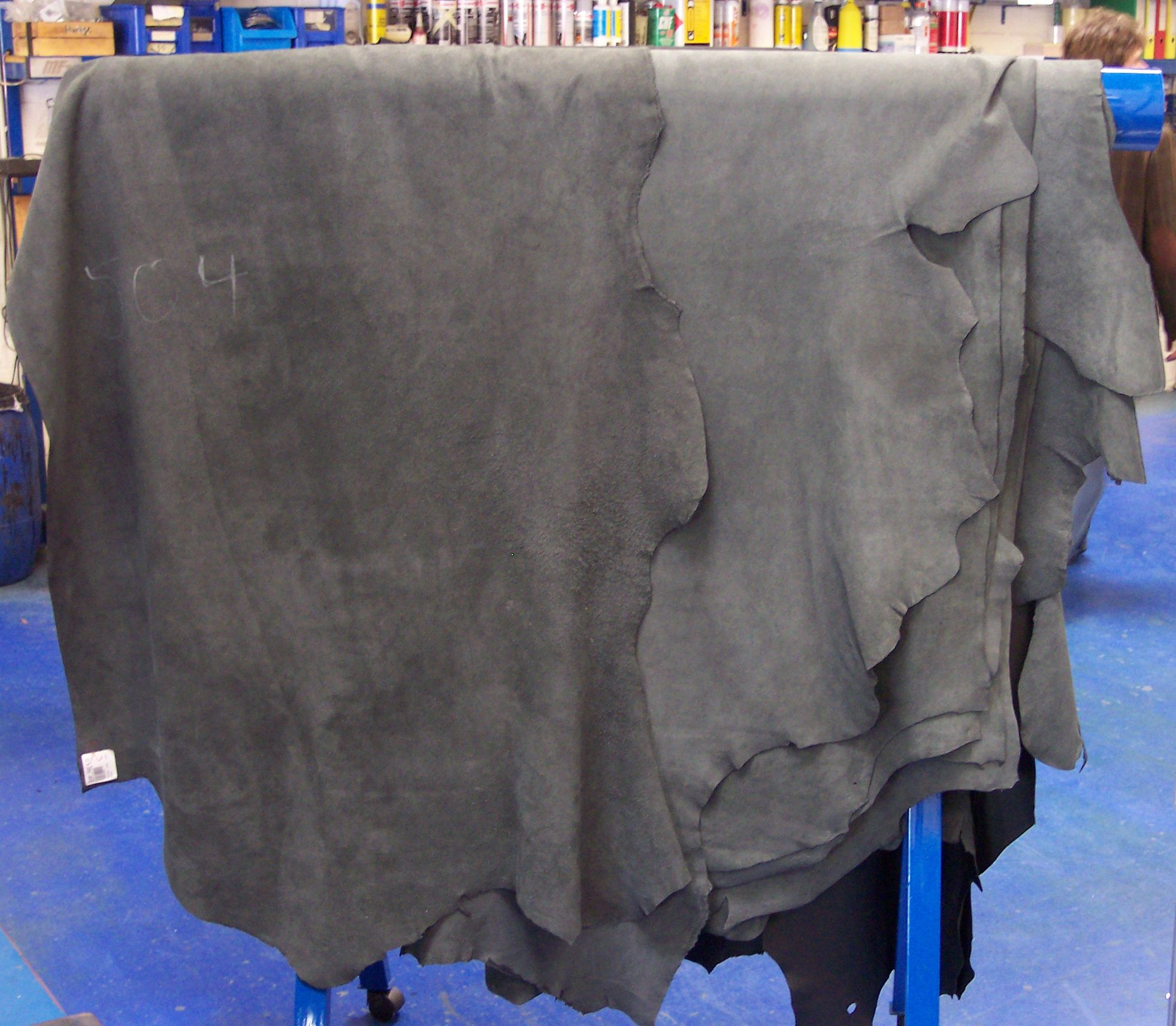
Gegerbtes Leder

Die technische Hauptverwendung der Tannine liegt in der Ledererzeugung (Vegetabilgerbung), wo sie als Gerbstoffe zur Vernetzung der Kollagenmoleküle und damit zur Erhöhung der Haltbarkeit und dem Schutz vor Mikroorganismen eingesetzt werden. Tannine werden weiterhin als Rostumwandler eingesetzt, wobei die Wasserlöslichkeit und Umweltverträglichkeit gegenüber anderen Wirkstoffen vorteilhaft ist. In der chemischen Industrie werden Tannine zur Gewinnung von Gallussäure und Pyrogallol genutzt.
Durch Kondensation mit geeigneten Vernetzungsmitteln (beispielsweise Formaldehyd) zu hochmolekularen Kondensationsprodukten lassen sich Bindemittel zur Verklebung von Holzwerkstoffen herstellen. Diese Bindemittel konnten sich jedoch technisch und wirtschaftlich gegenüber den Aminoplasten bislang nicht durchsetzen.
Als ausgeprägte Antioxidantien finden sie als Nahrungsergänzungsmittel Verwendung und werden auch zur Lebensmittelkonservierung eingesetzt. Sie wirken zudem antiviral und antibakteriell.
In der Medizin werden Tannine wegen ihrer adstringierenden Wirkung als Hämostatikum, als Antiseptikum oder zur Behandlung des übermäßigen Speichelflusses (Hypersalivation) verwendet. In der Volksmedizin wird zudem die auswurffördernde Wirkung genutzt, durch Eichenrinde in Europa (für Bäder) und die Rinde des Gummiarabikumbaums in Afrika.